# 谢尔盖·别谢达
谢尔盖·奥列斯托维奇·别谢达（俄语：Сергей Орестович Беседа，1954年1月1日—），俄羅斯政治家、政府特工。上將軍階。

## 生平
生於1954年1月1日。2003年，任聯邦安全局分析、預測和戰略規劃部行動信息協調局副局長。2004年，任聯邦安全局預測分析和戰略規劃處的業務信息部副處長。自2009年起擔任聯邦安全局運營信息和國際關係局（第五局）局長。
2010年3月4日，由於俄羅斯參與G8部門間委員會轉變為俄羅斯參與G8和G20部門間委員會，他以為聯邦安全局代表的身份進入委員會。
2014年2月20日至21日，貝塞達在基輔與烏克蘭國家安全局聯繫，以確定俄羅斯駐烏克蘭大使館和基輔其他俄羅斯機構所需的安全保護。他被要求與維克托·亞努科維奇就這個話題進行會面，但未被接受。
2014年4月4日，為了查明真相，作為對2月18日至22日期間在基輔大規模事件中殺害烏克蘭公民的刑事訴訟的預審調查的一部分，烏克蘭外交部向俄羅斯求助，要求澄清當年貝塞達在烏克蘭逗留對話的情況。
2014年7月26日，貝塞達被列入歐盟個人制裁名單。
2014年10月6日，他與塞爾維亞國家安全委員會辦公室主任戈蘭·馬蒂奇（Gordan Matić）簽署機密信息相互保護及保密信息保護協議。
2022年3月11日，調查記者安德烈·索爾達托夫報導稱，由於弗拉基米尔·普京對入侵烏克蘭的情報失敗感到不滿，貝塞達和他的副手阿納托利·博柳赫（Анатолий Болюх）被軟禁。目前俄羅斯當局未正式確認此消息。